# Pilou Asbæk
Johan Philip «Pilou» Asbæk ([piˈluː ˈæːsbɛɡ] Copenhaguen, 2 de març de 1982) és un actor danès conegut per interpretar els personatges de Kasper Juul a la sèrie de televisió Borgen i d'Euron Greyjoy a Game of Thrones.

## Trajectòria
És fill dels galeristes Jacob Asbaek i Maria Patricia Tonn Asbaek. Té dos germans grans, Thomas Asbaek, consultor d'art a Asbaek Art Consulting, i Martin Asbaek, propietari de la Galeria Martin Asbaek.
Es va graduar a l'Escola Nacional de Teatre a l'estiu del 2008. És parella de l'actriu Anna Bro, amb la qual té una filla, Agnes Asbaek, nascuda al 31 de desembre de 2012.
Abans de ser admès a l'Escola Nacional de Teatre, va ser protagonista de Nederdrægtighedens Historie al teatre Comedievognen. També va aparèixer en les obres Folk og Rovere i Kardemomme al på Bellevue Teatret i a Core al Østre Gasværk Teater el 2008. El 2008 va fer el paper protagonista de Teis a la pel·lícula dramàtica To Verdener.
El 2010 es va unir a l'elenc de la sèrie Borgen on va interpretar a Kasper Juul, el cap de premsa de la primera ministra Birgitte Nyborg, fins al 2013. Aquell mateix any va interpretar el paper de Rune en la pel·lícula carcerària R (la qual va ser rodada a l'antiga presó estatal de Horsens). Per aquesta interpretació l'any següent va guanyar el Premi Bodil en la categoria de millor actor protagonista.
El 2011, al 61è Festival Internacional de Cinema de Berlín va ser un dels guardonats amb el premi Shooting Star (essent un dels deu joves actors europeus designats).
L'agost de 2013 va interpretar a Simon Spies a la pel·lícula Spies & Glistrup. Aquell mateix any va aparèixer com a personatge recurrent de la tercera temporada de la popular sèrie The Borgias on va interpretar al condottiero Paolo Orsini.
Va ser presentador del Festival de la Cançó d'Eurovisió 2014 celebrat a Copenhaguen al costat de Lise Rønne i Nikolaj Koppel.
El 2014 va ser un dels protagonistes de la sèrie històrica danesa 1864. També va participar en Fasandræberne, segona pel·lícula de la sèrie del Departament Q, basada en els llibres de Jussi Adler-Olsen.
El 2015, va protagonitzar el film Krigen (A War), en què interpreta un soldat a l'Afganistan. La pel·lícula va ser nominada a l'Oscar a la millor pel·lícula de parla no anglesa. A principis de setembre de l'any 2015, es va anunciar que havia estat escollit per interpretar a Euron Greyjoy durant la sisena temporada de la popular i exitosa sèrie Game of Thrones, la qual es va estrenar el 2016. Euron és el despietat i ambiciós oncle de Theon Greyjoy i capità del Silenci.
El maig de 2017 es va anunciar que Pilou s'havia unit a l'elenc de la pel·lícula de guerra Overlord.

## Filmografia

### Pel·lícules
| Any  | Títol              | Paper                  | Notes        |
| ---- | ------------------ | ---------------------- | ------------ |
| 2008 | To Verdener        | Teis                   |              |
| 2008 | Comeback           | Kris                   |              |
| 2008 | Dig og mig         | Oliver                 |              |
| 2009 | Den Fremmede       | den Mørkhårede         | Curtmetratge |
| 2009 | Monsterjægerne     | Søren                  |              |
| 2010 | R                  | Rune                   |              |
| 2010 | En familie         | Peter                  |              |
| 2010 | Venus              | Rasmus                 | Curtmetratge |
| 2010 | La veritat oculta  | Bas                    |              |
| 2011 | Bora Bora          | Jim                    |              |
| 2012 | Kapringen          | Mikkel Hartmann        |              |
| 2013 | Spies & Glistrup   | Simon Spies            |              |
| 2014 | Lucy               | Richard                |              |
| 2014 | Kapgang            | Onkel Kristian         |              |
| 2014 | Fasandræberne      | Ditlev Pram            |              |
| 2014 | Stille hjerte      | Dennis                 |              |
| 2015 | 9. april           | Sekondløjtnant Sand    |              |
| 2015 | Krigen             | Claus Michael Pedersen |              |
| 2016 | Ben-Hur            | Ponç Pilat             |              |
| 2016 | La gran muralla    | Bouchard               |              |
| 2017 | Ghost in the Shell | Batou                  |              |
| 2017 | Woodshock          | Keith                  |              |
| 2018 | The Guardian Angel | Anders Olsen           |              |
| 2018 | Overlord           | Wafner                 |              |

### Sèries de televisió
| Any       | Títol             | Personatge        | notes                     |
| --------- | ----------------- | ----------------- | ------------------------- |
| 2008      | Deroute           | Mulvad            | 3 episodis                |
| 2009      | The Killing       | David Grüner      | episodi # 2.3             |
| 2009-2010 | Blekingegade      | Carsten Nielsen   | 3 episodis - minisèrie    |
| 2010-2013 | Borgen            | Kasper Juul       | 29 episodis               |
| 2013      | The Borgias       | Paolo Orsini      | 7 episodis                |
| 2014      | 1864              | Didrich           | 8 episodis                |
| 2016      | Stag              | Neils             | episodi # 1.1 - minisèrie |
| 2016-2019 | Game of Thrones   | Euron Greyjoy     | 9 episodis                |
| 2020      | The investigation | Jakob Buch-Jepsen | 6 episodis - minisèrie    |

## Premis i nominacions
| Any  | Categoria                   | Premi        | Pel·lícula       | Resultat  |
| ---- | --------------------------- | ------------ | ---------------- | --------- |
| 2014 | Millor actor                | Robert Award | Spies & Glistrup | Nominat   |
| 2013 | Millor actor de repartiment | Robert Award | Kapringen        | Nominat   |
| 2013 | Millor actor                | Premis Bodil | Kapringen        | Nominat   |
| 2012 | Millor actor de repartiment | Robert Award | En familie       | Nominat   |
| 2012 | Millor actor de repartiment | Premis Bodil | En familie       | Nominat   |
| 2011 | Millor actor                | Robert Award | R                | Guanyador |
| 2011 | Millor actor                | Premis Bodil | R                | Guanyador |
| 2011 | Millor actor                | Zulu Award   | R                | Nominat   |